# Liste der Monuments historiques in Chevanceaux
Die Liste der Monuments historiques in Chevanceaux führt die Monuments historiques in der französischen Gemeinde Chevanceaux auf.

## Liste der Bauwerke
| Bezeichnung      | Beschreibung                                                             | Standort | Kennzeichnung | Schutzstatus | Datum | Bild |
| ---------------- | ------------------------------------------------------------------------ | -------- | ------------- | ------------ | ----- | ---- |
| Château de Chaux | Burganlage des 14. Jahrhunderts, im 17. Jahrhundert zum Schloss umgebaut | (Lage)   | PA00104652    | Inscrit      | 1969  |      |

## Liste der Objekte
Zum Verständnis siehe: Kirchenausstattung

### Kirche St-Pierre
| Bezeichnung      | Beschreibung                                    | Standort | Kennzeichnung | Schutzstatus | Datum | Bild |
| ---------------- | ----------------------------------------------- | -------- | ------------- | ------------ | ----- | ---- |
| Glocke           | Bronze, 1770 von Jean-Baptiste Rigueur gegossen | (Lage)   | PM17000073    | Classé       | 1942  |      |
| Taufbecken       | Marmor mit Kupferhaube, um 1800                 | (Lage)   | PM17002069    | Inscrit      | 2005  |      |
| Prozessionskreuz | Kupfer, vergoldet, 19. Jahrhundert              | (Lage)   | PM17000888    | Inscrit      | 1976  |      |
| Lesepult         | Holz, 19. Jahrhundert                           | (Lage)   | PM17000889    | Inscrit      | 1976  |      |
| Zwei Kandelaber  | Bronze, 17. Jahrhundert                         | (Lage)   | PM17001581    | Inscrit      | 1989  |      |